# 땅석남속
땅석남속(-石南屬, 학명: Harrimanella 하리마넬라[*])은 진달래과의 단형 아과인 땅석남아과(-石南亞科, 학명: Harrimanelloideae 하리마넬로이데아이[*])에 속하는 유일한 속이다. 동북아시아 북부 및 북아메리카 서북부에 분포하는 땅석남과 동유럽 북부, 북유럽 및 북아메리카 동북부에 분포하는 이끼석남으로 이루어져 있다. 종꽃나무속(Cassiope)에 포함시키기도 한다.

## 하위 분류
- 땅석남(H. stelleriana (Pall.) Coville)
- 이끼석남(H. hypnoides (L.) Coville)